# Desierto de Sin
El desierto de Sin (מִדְבַּר סִין “'Mīḏbar Sīn”') es un área geográfica mencionada en la Biblia hebrea como situada entre Elim y el Monte Sinaí. «Sin» proviene de «Sîn», el nombre hebreo de esta región.
Se desconoce la ubicación a la que se refiere la Biblia, ya que su determinación depende en gran medida de la ubicación del monte Sinaí. La identificación tradicional cristiana ortodoxa del monte Sinaí como Jabal Musa (uno de los picos del extremo sur de la península del Sinaí) implicaría que el «desierto de Sin» era probablemente la estrecha llanura de el-Markha, que se extiende a lo largo de la costa oriental del mar Rojo durante varios kilómetros hacia el promontorio de Ras Mohammed; sin embargo, algunos estudiosos han rechazado estas identificaciones tradicionales. Otra identificación entre algunos estudiosos modernos, que sitúan el Sinaí como Jebel al-Madhbah en Petra, implicaría que el «desierto de Sin» era más o menos equivalente al centro de la Arabah.
El «desierto de Sin» es mencionado en la Biblia como uno de los lugares por los que vagaron los israelitas durante su viaje  del Éxodo; el «desierto de Zin», de nombre similar, también se menciona en la Biblia como un lugar por el que viajaron los israelitas. La narración bíblica afirma que, al llegar al desierto de Sin, los israelitas comenzaron a quejarse de la falta de comida, ya que habían consumido todo el grano que habían traído consigo desde Egipto. Según el relato, Yahvé escuchó sus murmullos y les proporcionó abundante maná y codornices.
Más tarde abandonaron el desierto de Sin y se quejaron de la falta de agua mientras acampaban en Rephidim.